# Štafeta hvaležnosti
Štafeta hvaležnosti (COBISS) je pesniška zbirka Katje Plut, izšla je leta 2005 pri  založbi Litera.

## Vsebina
Ob branju zbirke človeka preveva sentimentalnost. Pesmi so raztrgane in ločene po fragmentih. Distanco do današnjega sveta omogočajo parafraze verzov, filmov, naslovov pesmi, citati iz znanstvenofantastičnih knjig ter popevk. Pesnica se poslužuje več jezikov, saj meni, da si v nematernem jeziku nekdo drug. Jezik, ki ga uporablja, je umazan, prepleten s slengizmi, vulgarizmi in dialektizmi. S tem ustvarja živost, gibčnost ter sodobnost in tako razbija monotonost.